# ماري ماكان
ماري ماكان (بالإنجليزية: Mary McCann)‏ هي ممرضة أمريكية، ولدت في عقد 1880 في جمهورية أيرلندا، وتوفيت في مايو 1966 في باتيرسون في الولايات المتحدة.